# Rhinolophus mitratus
Rhinolophus mitratus is een zoogdier uit de familie van de hoefijzerneuzen (Rhinolophidae). De wetenschappelijke naam van de soort werd voor het eerst geldig gepubliceerd door Blyth in 1844.

## Voorkomen
De soort komt voor in India.